# Центральный дом литераторов

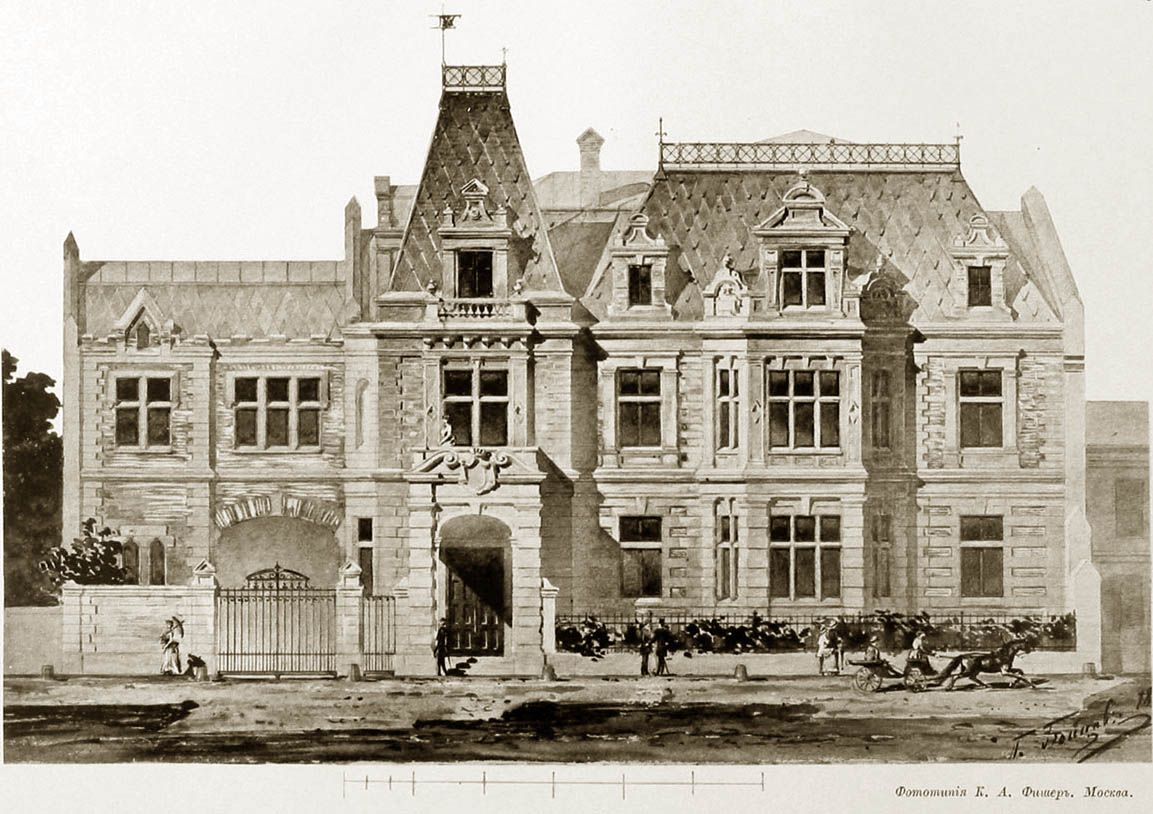
Дом Б. В. Святополк-Четвертинского. 1890 год

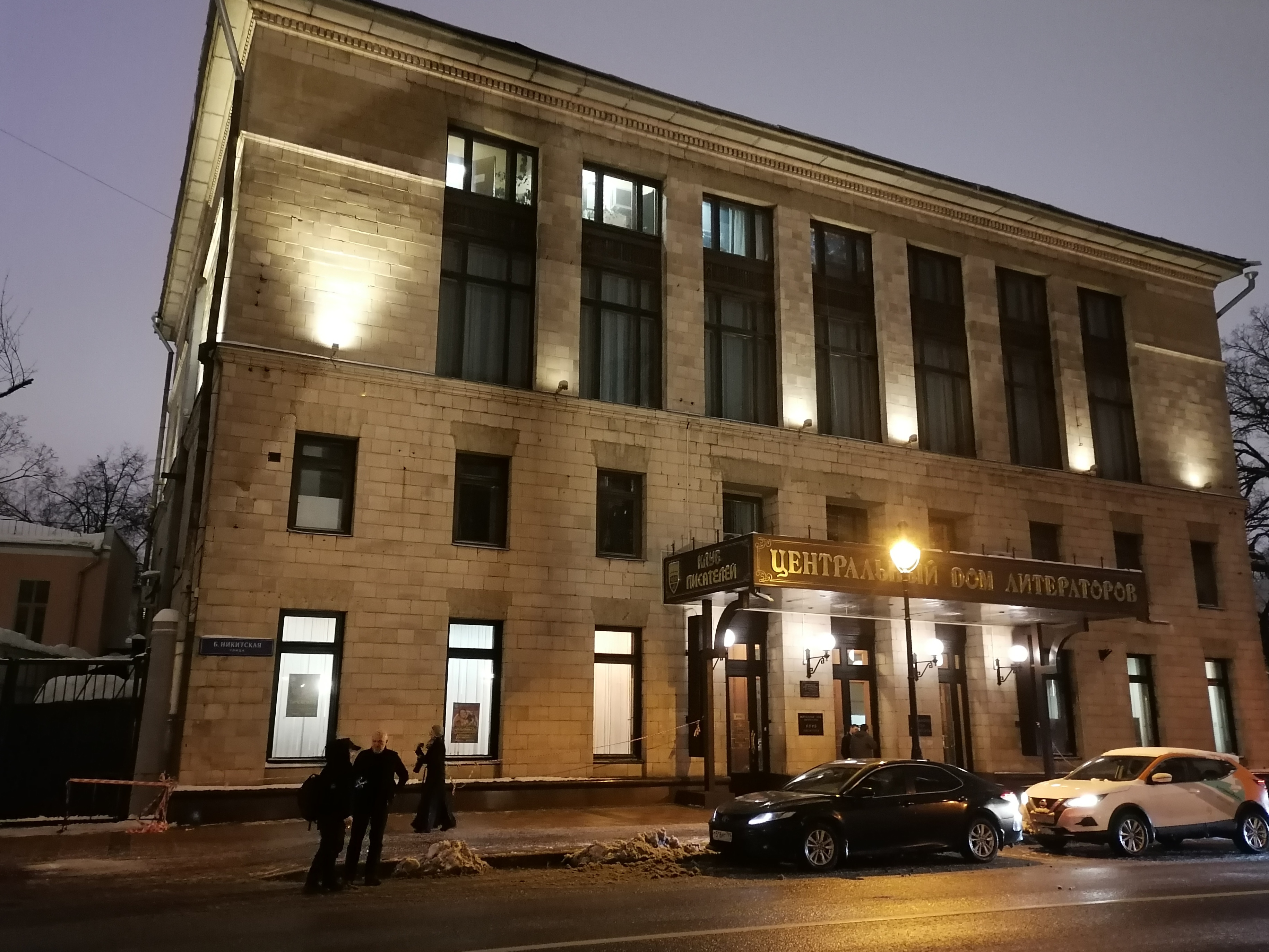
Новый корпус

Центральный дом литераторов (ЦДЛ)— московский клуб писателей, основан в 1934 году. В клубе проходят литературные и музыкальные вечера, международные фестивали и кинособытия. Старая часть здания выходит на улицу Поварскую, новая — на улицу Большая Никитская. Соседним зданием (со стороны Поварской улицы) является дом Ростовых, где размещается правление Союза российских писателей. Объект культурного наследия народов России регионального значения.

## История
Здание Центрального дома литераторов, в стиле модерн романтического направления, построено в 1889 году по проекту московского архитектора Петра Бойцова для князя Бориса Владимировича Святополк-Четвертинского. Вскоре после перестройки дом купила графиня Александра Андреевна Олсуфьева, жившая здесь до 1917 года. После Октябрьской социалистической революции дом национализирован, передан к заселению. В 1930-х годах отдан отделу детских учреждений при ВЦИК, а в 1932 — Дому писателей. Перед открытием первого писательского клуба, в 1928 году, Владимир Маяковский писал: «Не знаю — петь, плясать ли, улыбка не сходит с губ. Наконец-то и у писателей будет свой клуб».
В 1934 году Дом писателей стал Центральным домом литераторов (ЦДЛ) — в год первого съезда советских писателей и образования Союза писателей СССР. Здесь в разное время выступали Александр Твардовский, Константин Симонов, Михаил Шолохов, Александр Фадеев, Михаил Зощенко и др. Почётными гостями ЦДЛ были Нильс Бор, Рокуэлл Кент, Жерар Филипп, Марлен Дитрих, Индира Ганди, Джина Лоллобриджида.
В конце 1950-х годов к особняку по проекту А. Е. Аркина пристроили новое здание — в ЦДЛ появились второй зал, новые служебные помещения и «пёстрое» кафе. До 2000 года в здание можно было попасть только по писательским билетам.
В 2017 году в Центральном доме литераторов открылся Московский столичный клуб — первый в России частный клуб, который входит в Международную клубную ассоциацию (IAC). Это закрытое для посторонних и прессы пространство, где собираются политики, представители интеллигенции, лидеры бизнеса, деятели искусства и управляющие высшего звена, чтобы знакомиться с людьми, завязывать дружеские и деловые отношения.

## Деятельность Дома литераторов
Центральный дом литераторов — это клуб писателей и площадка для различных светских и частных мероприятий, также в здании находятся ресторан, который был обновлен в 2014 году, арт-кафе, подвальное кафе и зрительный зал. Большой зрительный зал ЦДЛ рассчитан на 440 мест, здесь проходят закрытые показы, премьеры фильмов, фестивали, вручаются литературные премии. Малый зал сохранил свой исторический облик и вмещает 100 гостей, в нём проводят пресс-конференции, презентации, литературные чтения и творческие встречи (в 2017 году, например, лекторий «Прямая речь» организовал здесь встречу с кинорежиссёром Андреем Звягинцевым, рассказавшим о фильме «Левиафан» и других своих работах).
В Центральном доме литераторов проходят гражданские панихиды по литераторам, режиссёрам и другим творческим деятелям.